# Henriqueta d'Oultremont
Henriëtte Adriana Ludovica Flora d'Oultremont de Wégimont (28 de fevereiro de 1792 -26 de outubro de 1864) foi a segunda esposa morganática, do primeiro rei holandês, Guilherme I. 

## Biografia
Henriëtte d'Oultremont foi uma dos cinco filhos do conde Ferdinando d'Oultremont de Wégimont de Liège (1760-1799) e de sua esposa Johanna Susanna Hartsinck (1760-1830), filha de um almirante.
Por volta de 1840, o rei Guilherme I encontrou-se em desacordo com grande parte da população holandesa devido à sua recusa em implementar reformas exigidas. Esta discórdia foi reforçada quando o rei, chefe do estritamente protestante e Casa de Orange-Nassau, anunciou sua intenção de se casar com a condessa católica Henriëtte, que tinha sido uma dama de companhia de sua primeira esposa, a falecida rainha consorte Guilhermina.
Guilherme I morreu dois anos depois, em 1843. Por causa de seu cuidado dedicado para seu marido idoso, a família real holandesa concedeu-lhe um subsídio e um castelo perto de Aachen, onde morreu em 1864.
Henriëtte não foi enterrada abaixo da Igreja Nova em Delft com os reis holandeses e suas rainhas; ela foi enterrada no jazigo da família na capela no parque circundante Wégimont castelo em Soumagne, perto de Liège, na Bélgica.
Na Holanda, ela foi apelidada Jetje Dondermond ("Henrietta Thundermouth").